# Заря (Семёновский район)
Заря (укр. Зоря) — село в Семёновском районе Черниговской области Украины. Население 13 человек в 2001 году. Занимает площадь 0,07 км².
Код КОАТУУ: 7424781003. Почтовый индекс: 15440. Телефонный код: +380 4659.

## Власть
Орган местного самоуправления — Архиповский сельский совет. Почтовый адрес: 15440, Черниговская обл., Семёновский р-н, с. Архиповка, ул. Первомайская, 92.